# Бернинская железная дорога
Бернинская железная дорога однопутная универсальная (1000 мм) железнодорожная линия, часть Ретийской железной дороги (RhB). Соединяет города Санкт-Мориц в кантоне Граубюнден, Швейцария и Тирано, в провинции Сондрио, Италия, через перевал Бернина.
Преодолевая высоту 2253 метров над уровнем моря, это самый высокий железнодорожный перевал в Европе и третья по высоте железная дорога в Швейцарии.
7 июля 2008 года, железнодорожные линии Бернина и Альбула (также является частью RhB), были включены в список памятников Всемирного наследия ЮНЕСКО, под названием Ретийская железная дорога в культурном ландшафте Альбулы и Бернины.
Самый знаменитый поезд — Бернина экспресс.
Единственная электрифицированная железная дорога напряжением 1 кВ

## История
В 1904 году, в год окончания строительства железнодорожной линии Альбула, была основана компания Bernina-Bahngesellschaft (BB).
1 июля 1908 года BB открывает участки линии между Понтрезиной и Morteratsch и между Тирано и Поскьяво; 18 августа того же года — между Понтрезиной и Селериной. 1 июля 1909 года линия продлена от Селерины до Санкт-Морица и от Morteratsch до Bernina Suot. 5 июля 1910 года линия открывается целиком, после завершения сложнейшего участка между Bernina Suot и Поскьяво. Линия была электрифицирована с самого начала.
Первые годы железная дорога работала только летом, но с 1914 года перешла на круглогодичный режим работы.
С первых лет существования BB находилась на грани банкротства. Стоимость строительства линии составила около 15 миллионов Швейцарских франков, и даже появление в 1928 году вагона-ресторана и специальных предложений для туристов не смогло исправить финансовое состояние компании, и в 1943 году она перешла под управление Ретийской железной дороги. RhB фундаментально модернизировала линии и полностью обновила участок на вершине перевала.
- Поезд зимой, 1928
- BB Ge 6/6 81 с двумя вагонами
- 22. марта 1934 сход лавины в Bernina Suot.

С середины 1980-х годов RhB рекламирует естественные и технические достопримечательности Бернинской железной дороги специально для туристов. В октябре 2011 года, она стала первой железнодорожной линией в мире, сфотографированной для Google Street View.

## Описание
Санкт-Мориц — конечная станция для обеих железнодорожных линий Бернина и Альбула, но так как на них используются разные системы электрификации, они обслуживаются с разных платформ. От Санкт-Морица линия следует на восток, пересекая реку Инн по 64-метровому виадуку и проходя через 689-метровый (длиннейший на всей линии) туннель. Следующая станция, Селерина Staz, (1,716 м над уровнем моря) — самая низкая точка на северной стороне перевала Бернина. Оттуда до Ospizio Bernina, линия поднимается почти непрерывно. После возвращения к берегу Инна, линия достигает маленькой станции Punt Muragl Staz, где расположена нижняя станция фуникулера, ведущего к Muottas Muragl, открытого в 1907 году.
Следующая станция в Понтрезина, так же как и Санкт-Мориц, двусистемная. Энгадинская линия от Самедана, использует пути с 1 по 3, в то время как Бернина — с 3 до 7. На пути 3 происходит смена локомотивов для знаменитого Бернина экспресс, который работает между Куром или Давос-плац и Тирано.
Теперь линия поворачивает на юго-восток. После пересечения Rosegbach, она проходит через станцию Surovas, и, перейдя Berninabach, достигает станции Мортерач, около 2 км ниже ледника Мортерач. Проходя другом конце станции всемирно известную Кривую Монтебелло, линия встречает дорогу через перевал. Линия и дорога теперь будет сопровождать друг друга, до Ospizio Bernina. Следующие станции Diavolezza и Бернина Lagalb; обе — нижние станции канатных дорог.
На следующем участке линия перемещается от одной стороны долины к другой. Во-первых, Berninabach пересекается по 37-метровому Нижнему Бернинабахскому мосту, а затем линия пересекает Arlasbach, приток Berninabach. По Верхнему Бернинабахскому мосту, линия движется назад к восточной стороне долины. Далее следует 175-метровая галерея Arlas, которая обеспечивает защиту от снежных заносов. На юго-западной стороне располагаются небольшие озера Pitschen и Наир. Непосредственно за ними возвышается на 15 м в высоту и 283 м в длину Лаго Бьянко, плотина, которая также отмечает водораздел между реками Дунай и По.
Железная дорога идёт вдоль восточного берега озера, и в Оспицио Bernina, достигает своей высшей точки, в 2256 м над уровнем моря. Железная дорога Бернина, таким образом, самая высокая железнодорожная линия в Альпах, работающая как общественная железная дорога с круглогодичным движением. Участок отсюда до Поскьяво особенно сильно страдает от метелей, бесчисленные инженерные сооружения были возведены для защиты от них: 140-метровая галерея Scala, 192-метровый тоннель Scala, 348-метровая галерея Sassal Mason, и 54-метровый туннель Drago.
После галереи Grüm, расположена станция Alp Grüm, последняя станция перед итальянской языковой границей. Отсюда, линия спускается с уклоном до 7 %, через несколько S-образных петель, вниз, в долину Поскьяво. То, что это происходит без помощи зубчатой передачи, делает железную дорогу Бернина одной из самых крутых железных дорог в мире.
Сразу за станцией Alp Grüm, линия проходит через 180 ° изгиб, и идёт ниже Alp Grüm через Верхнюю галерею Palù. Следующий 180 ° изгиб она проходит в тоннеле Palù, и выходит через Нижнюю галерею Palù. Четырьмя полукруглыми петлями ниже линия достигает станции Cavaglià. С 2000 года построен новый автоматический разъезд, Stablini между Alp Grüm и Cavaglià. Зигзагообразно, линия продолжается от Cavaglià в долину через Cadera к Privilasco. Оттуда линия достигает долины Поскьяво. В Поскьяво она, наконец, встречается ещё раз с дорогой через перевал Бернина.
По просьбе местных жителей, станция Поскьяво была построена за пределами деревни. На ней расположены депо и ремонтные мастерские, где хранятся несколько исторических вагонов. Остальные секции линии примерно на 17 км к Тирано частично построены в виде трамвайной системы. После остановочного пункта Ли Курт, возведенного только в 1977 году, линия проходит по улице в деревне Ле Пресе. Между Ле Пресе и Miralago линия проходит вдоль берегов озера Поскьяво, при этом оставаясь на высоте озера (965 м над уровнем моря).
После Брусио железная дорога проходит Спиральный виадук в Брусио. После виадука расположен остановочный пункт в селе Campascio. За пограничной станцией Campocologno линия переходит на территорию Италии, и, после пересечения главной площади Тирано, достигает конечной станции. Здесь железнодорожная линия Бернина встречается с линией итальянской государственной железнодорожной компании Rete Ferroviaria Italiana (RFI), которая связывает Тирано с Миланом.

## Подвижной состав и эксплуатация
На сегодняшний день Бернинской железной дорогой используются следующие классы локомотивов : пятнадцать ABe 8/12I ; шесть ABe 4/4III и два Gem 4/4 которые могут работать без электрического питания, благодаря дизель-генератору (второй двигатель).
Некоторые грузовые вагоны добавляются в пассажирских поезда до достижения максимального веса поезда в 140 тонн. По соображениям безопасности, из-за наличия опасных грузов, другие грузовые вагоны объединяются в отдельные грузовые поезда. Несмотря на то, что первоначально Бернинская железная дорога была построена только для туристического движения, теперь по ней перевозится значительное количество грузов, в основном это мазут, топливо и древесина. Кроме того, предприятия долины Поскьяво обслуживаются частично по железной дороге.
Пассажирские поезда ходят раз в час в каждом направлении.
Зимой используются паровой роторный снегоочиститель 1913 года, два электрических роторных снегоочистителя 1968 года, а также два современных снегоочистителя 2010 года. Их работа привлекает железнодорожных энтузиастов со всего мира.
В связи с опасностью схода лавин железная дорога разработала необычную процедуру для удаления этих опасностей. В конце зимы, когда риск схода лавины высокий, артиллерия обстреливает склоны гор, чтобы контролировать возникновение лавин.

## Изображения
- Поезд на площади в Тирано.
- Поезд между Lagalb и Ospizio Bernina.
- Панорамные вагоны Бернина Экспресс в Тирано.
- Озеро Pitschen зимой.
- На перевале.
- Галерея Grüm в Alp Grüm.
- Поезд в Поскьяво.
- Вокзал в Тирано.
- Gem 4 / 4 .
- Санкт-Мориц, перрон
- Бернина экспресс и Piz Albris
- Le Prese
- ABe 4/4 II на Оспицио Бернина, 1980
- Открытый вагон